# Rebetika
Rebetika (ook: Rembetika, Grieks: ρεμπέτικο en ρεμπέτικα) is de Griekse 'blues'.

## Geschiedenis
De rebetika ontstond ergens eind 19e eeuw, maar brak pas begin 20e eeuw echt door. Rebetika is de Griekse stadsmuziek bij uitstek. De vroege rebetika is vooral oriëntaals getint. Dit is niet zo vreemd, omdat deze veelal werd uitgevoerd door vluchtelingen uit Smyrna (het huidige İzmir). Deze vluchtelingen kwamen na de verovering van Smyrna door de Turken vooral terecht in de havensteden Thessaloniki en Athene (Piraeus). De eerste liederen gingen dan ook vooral over de verschrikkingen van het vluchtelingenbestaan. Ontheemding, eenzaamheid en het gemis van geliefden was dan ook een geliefd thema in deze hartverscheurende liederen. Rebetika werd meestal door een groep van drie of vier personen (kompanía) uitgevoerd op de baglamas, het hakkebord (santouri) en de viool.
Later, zo in de jaren twintig en dertig van de 20e eeuw, waren er in de Griekse havensteden vele tekéssen, een soort hasjtenten waar zich mensen van niet bepaald onbesproken gedrag ophielden. Het waren deze stoere macho's die ervoor zorgden dat de rebetika een ander, minder onschuldig imago kreeg. Deze lieden, 'mangas' genoemd, bezongen de roes van de hasj en het heerlijke gevoel dat een snuif cocaïne zou geven. In het Griekenland van de jaren dertig werd dit niet op prijs gesteld. Het rechtse regime van die dagen heeft van alles geprobeerd om de 'rebetes' uit te roeien. Tekéssen werden kort en klein geslagen en de muzikanten opgepakt.

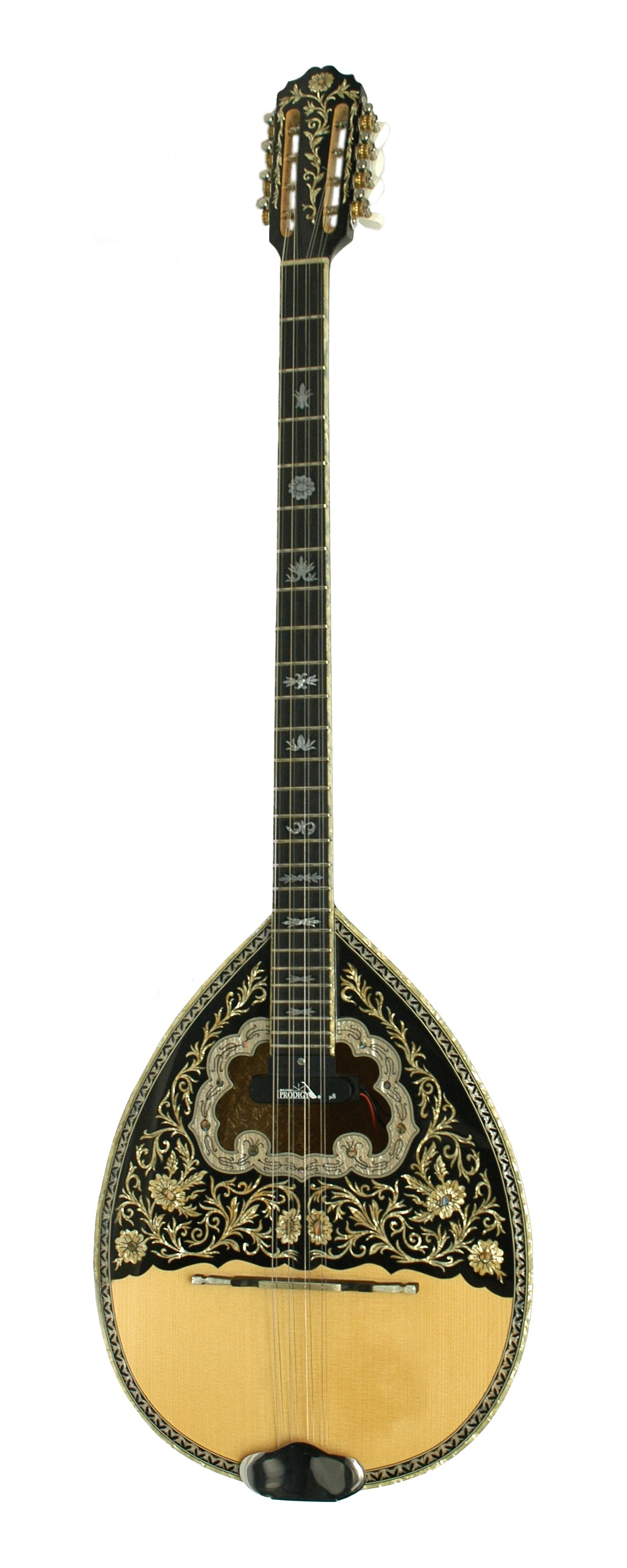
De bouzouki neemt in de rebetika een centrale plaats in

Na de Tweede Wereldoorlog en tijdens de Griekse Burgeroorlog was rebetika populairder dan ooit. Hiervoor had de muziek echter wel een verandering doorgemaakt, waarbij de bouzouki een centrale plaats kreeg. De teksten werden minder ruw en meer acceptabel. Nieuwe artiesten als Vasilis Tsitsanis, Sotiria Bellou en Marika Ninou brachten deze stijl van de rebetika, die ook wel de piraeusstijl genoemd wordt. Het lied 'Synnefiasmeni Kyriaki'   (bewolkte zondag) van Vasilis Tsitsanis zorgde voor een ware doorbraak. In de jaren vijftig en zestig ontwikkelde de rebetika zich tot een lichtere muziek die eigenlijk niets meer met de originele vorm te maken heeft. Deze muziek is vrolijker en commerciëler en wordt 'laïka' genoemd. Laïka geeft aan dat het stadse volksmuziek is en niet meer de 'blues' van vroeger.
Tegenwoordig wordt rebetika in zijn oorspronkelijke vorm weer uitgevoerd door artiesten als Giorgos Dalaras, Marió en Aghátonas Iakovídis. Er zijn ook Griekse musicologen die zich bezighouden met deze muziek.
Rebetika is in Turkije bekend als Zeybek en wordt gezien als Turkse traditionele muziek. Het wordt vooral in het westen, zuidwesten en noordwesten van Turkije gespeeld en heeft een bluesmuziekkarakter.

## Film over rebetika
De cineast Costas Ferris bracht in 1983 een eerbetoon aan de rebetika met de film Rembetiko, die bekroond werd met onder andere de Gouden Beer op het Filmfestival van Berlijn in 1984.